# Konzervacija i restauracija predmeta od željeza i čelika
Konzervacija i restauracija predmeta od željeza i čelika aktivnost je posvećena očuvanju i zaštiti predmeta od željeza i čelika, i to kako povijesnih tako i arheoloških. Na predmetima kulturne baštine od spomenutih materijala u Hrvatskoj rade školovani ili državno ispitani konzervatori restauratori metala.
Kroz povijest su predmeti od željeza i čelika izrađivani u religiozne, tehničke, umjetničke, kućanske, te vojne svrhe. Konzervacija restauracija istih teži prevenciji i usporavanju propadanja ovih predmeta, te također njihovom očuvanju za buduće generacije. Uklanjanje nečistoće te korozijskih produkata prvenstven je cilj zahvata na istima.
Konzervator-restaurator koji radi na predmetima od željeza ili čelika mora poznavati osnove povijesti i tehnologije obrade ovog materijala, kao i korozivne procese koji se najčešće javljaju na istima. Poželjna su i barem osnovna znanja o povijesti umjetnosti, arheologiji odnosno etnologiji ili tehnici zavisno kojim se materijalom pretežito bavi. Neizostavno je i poznavanje restauratorske etike, te suvremenih metoda rada na spomenutom materijalu.Također mora poznavati i osnovne pojmove vezane uz znanstvena ispitivanja ovih predmeta.

## Povijest

### Osnovne slitine željeza korištene u izradi predmeta kulturne baštine
- željezo za kovanje
- čelici
- nehrđajući čelici
- lijevačke slitine

## Konzervacija

### Povijesni predmeti

#### Dokumentacija
Dokumentacija mora uključivati detaljan opis svih faza rada, te korištenih materijala, znači prije, poslije i tijekom zahvata. U nju moraju biti uključeni i podaci o eventualnim znanstvenim ispitivanjima provedenim na predmetu, kao i preporuka za daljnje čuvanje predmeta.

### Istraživanja
Danas su istraživanja integralni dio konzervatorskog tretmana metalnih predmeta kulturne baštine, barem u visoko razvijenim zemljama, kod nas su ona većinom još uvijek izuzetak a ne pravilo, posebice se ovo odnosi na naše muzeje-nažalost niti jedan od hrvatskih muzeja koji sakupljaju umjetničke, te tehničke, arheološke i etnografske predmete ne posjeduje istraživačku opremu, a ni potrebno osoblje.

#### Identifikacija metala i slitina
- Jednostavne metode - promatranje, spot testovi, specifična težina
- Znanstvene metode - XRF, XRD, PIXE, LIBS, SEM, elektrokemijske tehnike, metalografija

#### Identifikacija korozionih procesa i produkata
- Jednostavne metode - promatranje, spot testovi, Oddy test
- Znanstvene metode - XRD, SEM, metalografija, elektrokemijske tehnike

#### Identifikacija metalu pridruženih materijala
- Jednostavne metode - promatranje,spot testovi, specifična težina
- Znanstvene metode - XRF, kromatografija

#### Identifikacija tehnologije korištene za izradu predmeta
- Jednostavne metode - promatranje, spot testovi, specifična težina
- Znanstvene metode - metalografija, gamagrafija, tomografija

#### Donošenje odluka o potrebi i posljedicama zahvata
Poželjno je da u donošenju odluka učešće uzme što veći broj stručnjaka, kao minimum možemo uzeti povjesničara umjetnosti, stručnjaka za koroziju željeza, te konzervatora restauratora.

#### Čišćenje
| kemijsko | Elektokemijsko                         | Mehaničko | Ultrazvučno | Laser             | Plazma            |
| --- | -------------------------------------- | --- | --- | ----------------- | ----------------- |
| Amonium citrat 5% / pH 3,5 Fosforna kiselina 10 - 20 % + 1 % tiourea EDTA 4 % pH 5,5 Tioglikolna kiselina 3-30 % pH 7 Polimetakrilna kiselina 10-15 % pH 4,5-5,5 Mješavina organskih kiselina 47,5 g limunske kiseline 47,5 g natrijevog glukonata 4,9 g vinske kiseline 1 lit vode | 2-5 % NaOH,anode od nehrđajućeg čelika | Mješavina taložene krede i vode fina čelična vuna skalpel rotacijske čelične četke mikropjeskarenje čišćenje mlazom suhog leda | natrij hidroksid 5-19 g natrij karbonat 15-25 g trinatrij fosfat 49-60 g voda 1 lit Uroni predmete na 2-5 minuta, isperi i ako treba ponovi. | Može se koristiti | Može se koristiti |

Kod kemijski ili termički obojenih, znači plavljenih ili bruniranih predmeta nikako ne koristiti kemijsko čišćenje, već eventualno Ballistol, WD 40 ili mješavinu petroleja i parafina - sva ova sredstava omekšavaju hrđu te tako olakšavaju njeno uklanjanje. Predmete obojene uljanom ili nekom drugom bojom čistimo sredstvima koja se koriste i kod čišćenja slika ili polikromirane skulpture. Prije svega se tu radi o mješavinama raznih polarnih ili nepolarnih otapala.

### Strukturalna konsolidacija
Mogu se koristiti ljepljenje, vijci, zakovice, tvrdo ili meko lemljenje, te zavarivanje - bilo plinsko, elektrolučno, WIG, ili lasersko.

### Stabilizacija
Još uvijek je u svrhu stabilizacije povijesnih, te nešto rjeđe i arheoloških predmeta, rašireno korištenje taninskih otopina,tkzpretvarača hrđe. U novije vrijeme ispituju se i otopine na bazi karboksilata te razni biljni ekstrakti, poput primjerice duhana.Također je moguće i korištenje mješavina tanina i fosforne kiseline te fosfatiranja.
Osim standardnog fosfatiranja razvijenog u svrhu industrijske primjene, postoje i procesi kod kojih dobiveni sloj nema vlastitu obojenost, te se stoga ne mijenja izgled predmeta. Takvi se procesi mogu koristiti i kod predmeta s tankim korozionim slojem, znači primijenjivi su i na kemijski i termički obojene, tj. plavljene ili brunirane predmete.

### Zaštitne prevlake
- lakovi - Paraloid B-72 - Ormocer
- voskovi - Renaissance Wax - Cosmolloid 80 H - Dinitrol 4010 - Poligen ES 91 009[14] Tecero Wachs 30410
- ulja - Ballistol - WD 40 - 8 dijelova white spirita / 2 dijela ribljeg ulja
- kombinacije - osnovni sloj Paraloid B 72/ 2. sloj Renaissance Wax itd.

### Arheološki predmeti

#### Dokumentacija
Dokumentacija mora uključivati detaljan opis svih faza rada, te korištenih materijala, znači prije, poslije i tijekom zahvata. U nju moraju biti uključeni i podaci o eventualnim znanstvenim ispitivanjima provedenim na predmetu, kao i preporuka za daljnje čuvanje predmeta. Kod arheoloških predmeta poželjno je i da dio dokumentacije budu i podaci o dubini, tipu i osobinama tla u kojem su predmeti nađeni, odnosno kod podvodnih nalaza o vrsti i dubini vode, kretanju morskih struja, količini plinova prisutnoj u vodi, kao i eventualnom prisustvu makro ili mikroskopskih organizama.

### Istraživanja
Danas su istraživanja integralni dio konzervatorskog tretmana metalnih predmeta kulturne baštine, barem u visoko razvijenim zemljama, kod nas su ona većinom još uvijek izuzetak a ne pravilo, posebice se ovo odnosi na naše muzeje-nažalost niti jedan od hrvatskih muzeja koji sakupljaju umjetničke, te tehničke, arheološke i etnografske predmete ne posjeduje istraživačku opremu, a ni potrebno osoblje.

#### Identifikacija metala i slitina
- Jednostavne metode - promatranje, spot testovi, specifična težina
- Znanstvene metode - XRF, XRD, PIXE, LIBS, SEM, elektrokemijske metode, metalografija

#### Identifikacija korozionih procesa i produkata
- Jednostavne metode - promatranje, spot testovi, Oddy test
- Znanstvene metode - XRD, SEM, metalografija, elektrokemijske metode

#### Identifikacija metalu pridruženih materijala
- Jednostavne metode - promatranje, spot testovi, specifična težina
- Znanstvene metode - XRF, kromatografija

#### Identifikacija tehnologije korištene za izradu predmeta
- Jednostavne metode - promatranje, spot testovi, specifična težina
- Znanstvene metode - metalografija, gamagrafija, tomografija

#### Donošenje odluka o potrebi i posljedicama zahvata
Poželjno je da u donošenju odluka učešće uzme što veći broj stručnjaka, kao minimum možemo uzeti arheologa upoznatog s temeljnim principima konzervacije željeznih predmeta, stručnjaka za koroziju željeza, te konzervatora-restauratora.

#### Čišćenje
Kod arheoloških se predmeta preporuča isključivo korištenje mehaničkog čišćenja, znači skalpela, raznih rotacionih alata, ultrazvučnog dlijeta, te mikropjeskarenja. Čistiti do tzv. originalne površine, tj. sloja nastalog po napuštanju predmeta, nikako do samog metala.

#### Strukturalna konsolidacija
U principu bi trebalo koristiti isključivo reverzibilne materijale poput ugušćene otopine Paraloida B 72. Mogu se koristiti i ojačanja od staklene tkanine ili netkane poliesterne tkanine, poput Holytexa ili Reemayja.

#### Stabilizacija
Što se stabilizacije predmeta tiče ista se odnosi prije svega na što temeljitije uklanjanje topivih soli iz predmeta, prije svega klorida. Danas je najraširenija i najefikasnija metoda rad s alkalnom otopinom natrijeva sulfita Kao vrlo perspektivan izdvaja se i postupak odsoljavanja pomoću subkritičkih tekućina,razvijen u SAD.Potrebna je posebna i skupa oprema jer se koriste visoki pritisci i temperature (40 at/180 C, 0,5% NaOH otopina).Radi se i na istraživanju stabilizacije korodiranog željeza pomoću bakterijskih kultura.

#### Zaštitne prevlake
- lakovi - Paraloid B-72 - Paraloid B-67 - Paraloid B-44 - Paraloid B-48 N - Ormocer
- voskovi - Renaissance Wax - Cosmolloid 80 H - Dinitrol 4010 - Poligen ES 91 009 - Tecero Wachs 30410
- kombinacije - osnovni sloj Paraloid B 72 / 2. sloj Renaissance Wax itd.

## Preventivna konzervacija
Predmete je preporučeno čuvati na temperaturi 15-18 °C, relativnoj vlazi do 40 %, u slučaju predmeta kod kojih je željezo kombinirano s organskim materijalima najmanje 45 %, u slučaju arheoloških predmeta s aktivnim kloridima najviše 12-15 %. Rasvjeta do 300 lx za isključivo metalne predmete, do 150 lx za lakirane ili obojene, te do 50 lx za predmete kod kojih su prisutni i svijetloosjetljivi materijali. S predmetima rukovati u polietilenskim ili pamučnim rukavicama. Što češće kontrolirati stanje predmeta, posebno onih arheoloških.

## Školovanje konzervatora - restauratora metala u Hrvatskoj
- Umjetnička Akademija u Splitu,konzerviranje restauriranje metala predavalo se na   prvoj i drugoj godini od 1997.godine, a od 2011. pokrenut je i petogodišnji studij konzervacije restauracije metala.[19]Treba naglasiti da su konzervaciju restauraciju metala niz godina tamo predavale osobe( i trenutačno opet predaju)  koje to nikako ne bi mogle u nekoj srednje ili visoko razvijenoj europskoj zemlji( dobre veze i poznastva kao temeljni kriterij),uz izuzetak razdoblja od nepune 3 godine koliko je na studiju predavala Valentina Ljubić Tobisch,školovana na Fakultetu primijenjene umjetnostu Beču ( gdje 2019. i doktorirala)inače bivša voditeljica restauratorske radionice Tehničkog muzeja u Beču(2005 - 2017).[20][21][22]
- Sveučilište u Dubrovniku, preddiplomski i diplomski studij konzervacije-restauracije metala (od 2005.).Nastavu su do 2013. vodili talijanski stručnjaci(Giancarlo Marini! ( 1936. – 2019.)),nakon toga je vodi Kristina Kojan Goluža,školovana keramičarka,u nastavi je kao suradnik te mentor sudjelovala i osoba sa srednjom stručnom spremom(!).Danas (2017.) nastavu vode Josip Kralik i Marta Stanić,odnosno Jelena Tomasović Grbić.[23][24][25][26]

Treba naglasiti da se nastava odvija u suradnji s Instituto per l arte e il restauro Palazzo Spinelli iz Firence,komercijalno orijentiranom institucijom,kojaje u svojoj matičnoj zemlji tek od 2014. imala pravo izvođenja petogodišnjeg studija, a studija konzervacije restauracije tek od 2015.
- Konzervacija metala predavala se je i na Akademiji likovnih umjetnosti u Zagrebu,kao izborni predmet( predavač Mr.Art Dragan Dokić preminuo je početkom 2013.).[28][29]

## Zakonska regulativa i zaštita prava konzervatora metala u Hrvatskoj
Ako izuzmemo opće zakonske akte rad konzervatorsko-restauratorske službe, pa i konzervatora restauratora metala ,uključujući i predmete od željeza i čelika u Hrvatskoj danas prije svega određuju sljedeći propisi:
Za restauratore i restauratore tehničare koji rade u Hrvatskom restauratorskom zavodu,Hrvatskom državnom arhivu,Nacionalnoj i sveučilišnoj knjižnici,te samostalno,odnosno za restauratore i preparatore koji rade u muzejima:
- Pravilnik o stručnim zvanjima za obavljanje poslova na zaštiti i očuvanju kulturnih dobara te uvjetima i načinu njihova stjecanja (NN 104/19 na snazi od 8.11.2019.)
- Pravilnik o uvjetima za dobivanje dopuštenja za obavljanje poslova na zaštiti i očuvanju kulturnih dobara (NN 98/18)

Što se tiče zaštite prava konzervatora restauratora stanje je i dalje nezadovoljavajuće usprkos nekim pozitivnim stvarima koje donosi novi pravilnik, prije svega činjenice da su svi konzervatori restauratori konačno podvedeni pod jedan jedinstveni pravilnik, te konačnog reguliranja statusa školovanih restauratora. Posebno su ugrožena prava restauratora uposlenih u muzejima. Ministarstvo kulture godinama jednostavno odbija stvarno i dosljedno izjednačiti prava restauratora zaposlenih u muzejima s pravima restauratora koji rade u HRZ-u ili samostalno. To je bilo razvidno već kod javne rasprave o gore navedenom pravilniku,birokrati iz Ministarstva kulture jedostavno su odbili prihvatiti i vrednovati razlike u radu u muzejima, te restauratorskom zavodu.Nikako nije jasno kako bi viša zvanja mogle steći i osobe koje rade u manjim muzejima - naime isti bi u startu morali imati iste šanse za stjecanje viših zvanja kao i restauratori koji rade u HRZ ili samostalno,odnosno u nekom većem muzeju.Niz dvosmislenih i samo odvjetničkom konziliju razumljivih odredbi također otvara put obezvrjeđivanju rada konzervatora restauratora zaposlenih u muzejima.Što se tiče predmeta od metala besmisleno je kao specijalizaciju navesti predmete zlatarskog i   filigranskog obrta(  filigran je jedna od zlatarskih tehnika,birokratske li stupidnosti), odnosno predmete umjetničkog obrta od metala( zlatarstvo je jedan od umjetničkih obrta!),kad je spektar predmeta od metala na kojima se u muzejima radi daleko širi( čisto utilitarni predmeti,skulpture,oružje,sitna plastika i medalje,značke,zvona,igračke,muzički instrumenti &td ).Predmeti tehničke i industrijske baštine nisu pak niti navedeni kao specijalnost( usprkos činjenice da je u raspravi upozoreno na ovo - briga ovu četu uhljeba za to,ta imaju oni političko zaleđe,znaju valjda oni što je što (navodno su na toj papazjaniji od propisa radili 2 godine!). U svijetu se većinom koristi podjela na povijesne predmete od metala i arheološke predmete od metala.

### Knjige
- (engl.) Selwyn, L.: Metals and Corrosion-A Handbook for Conservation Professional, Ottawa, 2004.
- (engl.) Scott, D. A.: Iron and Steel in Art - Corrossion, Colorants, Conservation, London, 2009.
- (engl.)JAIN KAMAL K., NARAIN Shyam, Iron artifacts history, metallurgy, corrosion and conservation, Delhi, Agam Kala Prakashan, 2009, XXII-165 p.
- (engl.) Scott, D. A.: Metallography and Microstructure of Ancient and Historic Metals, Santa Monica, 1991.
- (engl.) Scott, D. A.: Ancient and Historic Metals-Conservation and Scientific Research, Santa Monica, 1994.
- (engl.) Dillman, P.; Beranger, G.; Piccardo, P.; Matthiesen, H.: Corrosion of metallic heritage artefacts-Investigation, Conservation and Prediction of long term behaviour, Cambridge, 2007.
- (engl.) Cronyn, J. M.: The Elements of Archaeological Conservation, London, 1990.
- (engl.) La Niece, S.; Craddock, P.: Metal Plating and Patination: Cultural, Technical and Historical Develpoments, Boston, 1993.
- (engl.) Carpenter,A. Cannon: The Conservation, Reconstruction and Presentation of Historic Artillery ,Wellington 1993.
- (engl.)Mitchell,D.S. Conservation of Architectural Ironwork, London 2016.

### Periodika i članci u zbornicima

#### Domaći članci
- (hrv.) Budija, G.: Čišćenje, zaštita i održavanje umjetničkih predmeta i starina od željeza i njegovih slitina, Vijesti muzealaca i konzervatora, 1, Zagreb,

2002.
- (hrv.) Kralik,J., Komparativno istraživanje primjene pulsirajuće struje u konzerviranju željeznih artefakata,Portal 7/2016.,Zagreb 2016.
- (hrv.) Lovrić,J. :  Desalinizacija arheoloških željeznih predmeta alkalno sulfitnim postupkom,Diadora 33/34 (2019), Zadar 2020, 563–570

#### Strani članci
- (engl.) Pelikán ,J.B. The Use of Polyphosphate Complexes in the Conservation of Iron and Steel Objects,Studies in Conservation,Vol. 9, No. 2 (May, 1964), str. 59-66
- (njem.)J. B. Pelikan „Konservierung von Eisen mit Tannin“, ‚Studies in Conservation’ 11 (3) 1966 Str. 109 - 115
- (engl.) Wihr, R  ´Electrolytic desalination of archaeological iron`, in Conservation in archaeology and the applied arts. Preprints of the contributions to the Stockholm Congress,2-6 June 1975. International institute for conservation, London, str- 189-193.
- (njem.),Stumpf, P.: Elektrolytische Entsalzung - immer noch aktuell!, Arbeitsblätter für Restauratoren 1/1977, str. 90 - 102.
- (njem.), Rinuy,A. Vergleichende Untersuchungen zur Entsalzung von Eisenfunden,	Arbeitsblätter für Restauratoren Year 1979 1
- (engl.) Gilberg, M. R.; Seeley, N. J.: The alkaline sodium sulphite reduction process for archaeological iron: a closer look, Studies in Conservation 27, 1982., str. 180. – 184.
- (rus.) Турищева Р.А., Рябинков А.Г. Применение современных материалов для консервации предметов из черных металлов в музейной коллекции // Реставрация памятников истории и культуры / ГБЛ. Информкультура / Экспресс-информация. - М., 1987. Вып. 3. - С. 1-6. .
- (engl.) Costain, C. G.: Evaluation of storage solutions for archaeological iron, Journal of the Canadian Association for Conservation 25, 2000., str. 11. – 20.
- (njem.) Greiff, S.; Bach, D.: Eisenkorrosion und Natriumsulfitentsalzung: Theorie und Praxis, Arbeitsblätter für Restauratoren, Gruppe 1, 2000., str. 319. – 339.
- (engl.) Watkinson, D.: Chloride extraction from archaeological iron: comparative treatment efficiencies, Archaeological conservation & it´s consequences: Preprints of the contributions of the Copenhagen Congress 1996, International Institute for Conservation, London, 1996., str. 208. – 212.
- Šilhova, A. Stabilizace železných archeologických předmětů siřičitanem sodným v alkalickém prostředí. In Sborník z konzervátorského a restaurátorského semináře. Technické muzeum v Brně, Brno 1999,  s. 53-57.
- (engl.) Keene, S.; Orton, C.: Stability of treated archaeological iron: an assessment, Studies in Conservation 30, 1985., str. 136. – 142.
- (engl.) North, N. A.; Pearson, C.: Alkaline sulfite reduction treatment of marine iron, ICOM Committee for Conservation, 4th triennial Meeting, Venice, 13. – 18. listopada 1975., reizdanje: Paris: International Council of Museums, 75/13/3, str. 1. – 14.
- (engl.) Turgoose, S.: Post-excavation changes in iron antiquities, Studies in Conservation 27, 1982., str. 97. – 101.
- (engl.)Blackney, K. 2010.Painting Historic Ironwork. Cathedral Communications Ltd.Dostupno na: http://www.buildingconservation.com/articles/paintingiron/paintingiron.htm
- Šimčik, A. – Vykoukova, J.: Desalinace roztokem kyseliny askorbové a vyluhováním v destilované vodě. In: Stabilizace železných archeologických nálezů, Brno 2003, s. 19-22, ISBN 80-86413-13-6.
- Šimčik,A.: Přehled starších metod stabilizace korozních vrstev na archeologických nálezech ze železa. In: Stabilizace železných archeologických nálezů, Brno 2003, s. 15-18, ISBN 80-86413-13-6.
- (engl.) Mardikian, P.; Gonzalez, N. G.; Drews, M. J.; Nassanen, L.; ur. Eggert, G.; Schmutzler, B.: The use of subcritical alkaline solutions for the stabilization of archaeological iron artifacts, Archaeological Iron Conservation Colloquium State Academy of Art & Design, Stuttgart, 24. – 26. lipnja 2010., str. 59. – 62.
- (engl.)Hollner, S., Mirambet, F., Texier, A., Rocca, E. ,Steinmetz, J. 2007. Development of new non-toxic corrosion

inhibitors for cultural property made of iron and copper alloys. Članak u: V. Argyropoulos, A. Hein, M. Abdel Harith (Eds)
Strategies for Saving our Cultural Heritage. Proceedings of the International Conference on Conservation Strategies
for Saving Indoor Metallic Collections, Cairo. str.156-161.Athens: Technological Educational Institute of Athens
- (engl.) Neff, D.; Réguer, S.; Bellot-Gurlet, L.; Dillman, P.; Bertholon, R.: Structural characterization of corrosion products on archaeological iron: an integrated analytical approach to establish corrosion forms, Journal of Raman Spectroscopy, 35, 2004., str. 739. – 745.
- (engl.) Selwyn, L.; McKinnon, W. R.; Argyropoulos, V.: Models for Chloride ion Diffusion in Archaeological Iron, Studies in Conservation, 46, 2001., str. 109. – 120.
- (engl.) MacLeod, I. D.; ur. Roy, A.; Smith, P.: In-situ conservation of cannon and anchors on shipwreck sites, Conservation of Archaeological Sites and its Consequences, IIC, London, 1996., str. 111. – 115.
- (engl.)Hallam, D., Thurrowgood, D., Otieno-Alego, V. and Creagh,D. 2004. An EIS Method for assessing thin oil films used in museums.Metal 04: Proceedings of the International Conference on Metals Conservation, Canberra, Australia,4-8 October 2004

. str.388-399. Canberra: National Museum 
- (engl.) MacLeod I. D.; Cook, D.; Schindelholz, E.: Corrosion and conservation of the American civil war ironclad USS Monitor (1862), Preprints for ICOM-CC Triennial Meeting, New Delhi, rujan 2008., str. 279. – 285.
- (engl.) Schmuecker, E.: Historic iron: surface stabilisation and appearance, MA thesis, Royal College of Art and Victoria and Albert Museum, London, 2004.
- (engl.) Lemos, M.; Tissot, I.; Tissot, M.; Pedroso, P.; Silvestre, P.; ur. Degrigny, C.; Van Langh, R.; Ankersmit, B.; Joosten, I.: Conservation of a Portuguese 15th-century iron cannon: the advantages of dry-ice blasting methodology, poster presented at METAL07, Proceedings of the ICOM-CC Metal WG interim meeting, Rijksmuseum, Amsterdam, IV. svezak, 2007., str. 53.
- (engl.)Davey, A. 2007. INFORM The Maintenance of Iron Gates and Railings. Edinburgh: Historic Scotland Technical Conservation, Research and Education Group.
- (engl.) Turner, R.; ur. Moody, H.: Abrasive cleaning: an overview, Selected Papers from a Series of Conferences organized by the Metal Section of UKIC 1999-2000, Metals Section Press of the United Kingdom Institute for Conservation, London, 2002., str. 31. – 33.
- (engl.) Wilson, Lyn; Davey, Ali; Mitchell, David S.; Davidson, Alan: Traditional Architectural Ironwork : Scientific Approaches to Determining Best Conservation Practice and the Bute Canopy Case Study in Metal 2010, Proceedings of the Interim Meeting of the ICOM-CC Metal WG, Charleston, 2010.
- (engl.)Degrigny, C. 2010. Use of artificial metal coupons to test new protection systems on cultural heritage objects: manufacturing and validation.Corrosion Engineering,

Science and Technology 45(5), str.367-374
- (engl.) Wilson, Lyn; Mitchell, David S.;, Davey, Ali; Pritchard, D., ur. Mardikian, P.; Chemello, C.: Digital Documentation of Historic Ferrous Metal Structures: 3D Laser Scanning as a Conservation Tool, Metal 2010, Proceedings of the Interim Meeting of the ICOM-CC Metal WG, Charleston, South Carolina, 11. – 15. listopada 2010.
- (engl.) Fryer, Emily; Pullen, Derek; Greenfield, David; ur. Mardikian, P.; Chemello, C.; Watters, C., Hull, P.: Saving Your Spangles: The Conservation and Care of Galvanised Steel Sculptures, Metal 2010, Proceedings of the Interim Meeting of the ICOM-CC Metal WG, Clemson University, Charleston, South Carolina, 11. – 15. listopada 2010.
- (engl.)Barker, D. 2010.Restoration of Antique Wrought Ironwork.Cathedral Communications Ltd.Dostupno na: http://www.buildingconservation.com/articles/antiquewrought/antiquewrought.htm
- (engl.)  Eggert,G.;Kuhn,C. et al. Another Base, Another Solvent? Desalinating Iron Finds with Tetramethylammonium Hydroxide Solutions,

e-Preservation Science 8, Ljubljana 2011., str. 81-85  
- (engl.)  Eggert,G.;Kuhn,C. Keep cool? Deep-freeze storage of archaeological iron,

Metal 2010, Clemson University Charleston (SC) 2011, str.32-38
- (njem.)   Eggert,G.;Schmutzler,B. Lässt sich die Konservierung von Eisenfunden `auf Standard´ bringen?

članak u: U. Peltz und O. Zorn (Hrsg.): KulturGUTerhalten. Standards in der Restaurierungs- wissenschaft und Denkmalpflege.  Mainz 2009, Str. 91-95
- (engl.) J C Gillies, I Seyb:La Fee aux Fleurs - investigation and conservation of a 19th century outdoor cast iron sculpture,članak u METAL 2013.,Edinburgh 2013.,Conference proceedings
- (engl.) J Church, A Muto, M Striegel:Comparative study of rust converters for historic outdoor metalwork,članak u METAL 2013.,Edinburgh 2013.,Conference proceedings
- (engl.)M. Bayle, P. de Viviés, J.-B. Memet, P. Dillmann, D. Neff Impact of the Subcritical Stabilisation Process on Corrosion Layers of Iron Artefacts from Different Archaeological Corrosion Contexts,članak u METAL 2016.,New Delhi 2017.,Conference proceedings
- (engl.)A. Pandya, J.K. Singh, D.D.N. Singh An Eco-Friendly Method to Stabilize Unstable Rusts,članak u METAL 2016.,New Delhi 2017.,Conference proceedings
- (engl.)A.B. Paterakis, M. Mariano Oxygen Absorption for the Protection of Archaeological Iron: Improving Maintenance,članak u METAL 2016.,New Delhi 2017.,Conference proceedings
- (engl.)B. Ramírez Barat, T. Palomar, B. García, D. de la Fuente, E. Cano .Composition and Protective Properties of Weathering Steel Artificial Patinas for the Conservation of Contemporary Outdoor Sculpture,članak u METAL 2016.,New Delhi 2017.,Conference proceedings
- Schmutzler,B.: Desalination of Archaeological Iron Objects: Comparing the Effectiveness of Sodium Hydroxide Treatments, izlaganje na konferenciji METAL 2019.,Neuchatel
- Lucrezia Comensoli : The Potential of Microorganisms for the Conservation-Restoration of Iron Artworks, izlaganje na konferenciji METAL 2019.,Neuchatel
- William Hoffman, Laurie King : Equipment Identificationand the Development of Dry-Ice Blasting Parameters for Cleaning Archaeological Wrought Iron, Copper Alloys, and Gray Cast Iron, izlaganje na konferenciji METAL 2019.,Neuchatel
- Paul Mardikian, Johanna Rivera : Revealing the H.L. Hunley: The Strategic Planning and Deconcretion Process of an American Civil War Submarine, izlaganje na konferenciji METAL 2019.,Neuchatel
- Cuvillier,L.,Passaretti,A.,Dupuy,V.,Guilminot,E.,Jopseph,E.,Raomon,A. Exploiting Biologically

Synthesized Chelators in Conservation: Gel based Biocleaning of corroded iron Heritage objects,Članak u METAL 2022. Helsinki ,conference proceedings
- Meehan,P.,Emmerson,N.,Watkinson,D. A Comparison of the long term

outdoor performance of two modern paint coating systems and a traditonal lead based paint applied to Historic wrought iron,Članak u METAL 2022. Helsinki ,conference proceedings
- Pienmaki,A.  Commercially Available Vacum Chambers as an Alternative in the Deoxinated Desalination Treatment of Arcaeological Iron,Članak u METAL 2022. Helsinki ,conference proceedings

## Vanjske poveznice
- (engl.) UCLA metals course-archived presentations  Arhivirana inačica izvorne stranice od 19. srpnja 2011. (Wayback Machine)
- (engl.) World Steel Association
- (engl.) METAL 2004-proceedings of conference  Arhivirana inačica izvorne stranice od 27. listopada 2011. (Wayback Machine)
- (engl.) Iron conservation, 1/2  Arhivirana inačica izvorne stranice od 15. veljače 2015. (Wayback Machine), [neaktivna poveznica]
- (engl.) Archaeological Iron Conservation Colloquium 2010 Abstracts: 1/4  Arhivirana inačica izvorne stranice od 28. rujna 2013. (Wayback Machine), 2/4  Arhivirana inačica izvorne stranice od 28. rujna 2013. (Wayback Machine), 3/4  Arhivirana inačica izvorne stranice od 28. rujna 2013. (Wayback Machine), 4/4  Arhivirana inačica izvorne stranice od 28. rujna 2013. (Wayback Machine), Poster  Arhivirana inačica izvorne stranice od 28. rujna 2013. (Wayback Machine)
- (engl.) Canadian Conservation Institute Notes: 5/9 Tannic Acid Treatment  Arhivirana inačica izvorne stranice od 13. prosinca 2014. (Wayback Machine), 6/9 Care and Cleaning of Iron  Arhivirana inačica izvorne stranice od 13. prosinca 2014. (Wayback Machine), 8/9 Mechanical Removal of Rust fom Machined Ferrous Surfaces  Arhivirana inačica izvorne stranice od 13. prosinca 2014. (Wayback Machine)
- (engl.) Bevilacqua, N.: Materials for iron conservation[neaktivna poveznica]
- (šp.) Armas protohistoricas con magnetita
- (engl.) Conservation of iron and steelwork in historic structures and machinery/Maintenance handbook
- (engl.) Selwyn, L.; Argyropoulos, V.: Removal of Chloride and Iron Ions from Archaeological Wrought Iron with Sodium Hydroxide and Ethylenediamine Solutions  Arhivirana inačica izvorne stranice od 3. listopada 2015. (Wayback Machine)
- (engl.) In Situ Conservation by Cathodic Protection of Cast Iron Findings in Marine Environment
- (engl.) Alkaline sulfite desalination - tips and tricks
- (engl.) Selwyn, L.: Overview of archaeological iron: the corrosion problem, key factors affecting treatment, and gaps in current knowledge
- (engl.) Another base, another solvent? Desalinating iron finds with tetramethylammonium hydroxide solution
- (engl.) Structural characterisation of corrosion products on archaeological iron
- (engl.) Creating a microclimate box for metal storage  Arhivirana inačica izvorne stranice od 20. veljače 2015. (Wayback Machine)
- (rus.) Pеставрация и консервация изделий из железа, найденных при археологических работах  Arhivirana inačica izvorne stranice od 17. studenoga 2012. (Wayback Machine)
- (rus.) Коррозионные разрушения археологического железа и методы его стабилизации  Arhivirana inačica izvorne stranice od 14. prosinca 2013. (Wayback Machine)
- (fr.)Etude des mecanismes de dechloruration dobjets archeologiques en millieu marin
- (engl.)NHIG Conservation Principles for Heritage Forged and Cast Ironwork
- (engl.)Preparing historic wrought iron for protective coatings: quantitative assessment to produce evidence-based protocols
- (engl.)QUANTIFYING EFFECTIVENESS OF CHLORIDE DESALINATION TREATMENTS FOR ARCHAEOLOGICAL IRON USING OXYGEN MEASUREMENT
- Potential Applications of Supercritical Carbon Dioxide Extraction and Impregnation for the Stabilization and Conservation of Industrial Heritage Artifacts [neaktivna poveznica]

Video zapisi
- (engl.) USS Monitor Engine Removed from Water
- (engl.) Clemson Conservation Center: H. L. Hunley submarine - Part 1/3
- (engl.) NCPTT Iron Fence Repair - Cemetery Monument Conservation
- (engl.) Restoration of the USS Monitor
- Conservation: The Salisbury Cross
- Conservation of wrought and cast iron-1
- Conservation of wrought and cast iron-2
- Conservation of wrought and cast iron-3